# Test istotności dla dwóch średnich
Test istotności dla dwóch średnich – test istotności, służący do wnioskowania o równości dwóch średnich w dwóch populacjach normalnych. W zależności od posiadanych informacji o porównywanych populacjach wyróżnia się trzy modele, w których można zweryfikować hipotezę {\displaystyle H_{0}:m_{1}=m_{2},} gdzie {\displaystyle m_{1}} i {\displaystyle m_{2},} to średnie podanych populacji generalnych. Natomiast postać hipotezy alternatywnej {\displaystyle H_{1}} decyduje o obszarze krytycznym, który może być jednostronny lub dwustronny.

## Test dla znanych odchyleń standardowych
Mamy podane dwie populacje generalne o rozkładach normalnych {\displaystyle N(m_{1},\sigma _{1})} i {\displaystyle N(m_{2},\sigma _{2}),} których odchylenia standardowe są znane. Test istotności wygląda następująco:
{\displaystyle u={\frac {{\overline {x_{1}}}-{\overline {x_{2}}}}{\sqrt {{\frac {\sigma _{1}^{2}}{n_{1}}}+{\frac {\sigma _{2}^{2}}{n_{2}}}}}}}
gdzie:
- {\displaystyle {\overline {x_{1}}},{\overline {x_{2}}}} – średnie z prób,
- {\displaystyle \sigma _{1},\sigma _{2}} – odchylenia standardowe z populacji,
- {\displaystyle n_{1},n_{2}} – liczebności prób.

W tym przypadku {\displaystyle u} ma rozkład normalny {\displaystyle N(0,1)} jeśli hipoteza o równości średnich jest prawdziwa.

## Test dla nieznanych odchyleń standardowych, aleσ1=σ2{\displaystyle \sigma _{1}=\sigma _{2}}
Mamy podane dwie populacje generalne o rozkładach normalnych {\displaystyle N(m_{1},\sigma _{1})} i {\displaystyle N(m_{2},\sigma _{2}),} których odchylenia standardowe nie są znane, wiemy jednak, że {\displaystyle \sigma _{1}=\sigma _{2}.} Test istotności wygląda następująco:
{\displaystyle t={\frac {{\overline {x_{1}}}-{\overline {x_{2}}}}{\sqrt {{\frac {(n_{1}-1)s_{1}^{2}+(n_{2}-1)s_{2}^{2}}{n_{1}+n_{2}-2}}({\frac {1}{n_{1}}}+{\frac {1}{n_{2}}})}}},}
gdzie:
- {\displaystyle {\overline {x_{1}}},{\overline {x_{2}}}} – średnie z prób,
- {\displaystyle s_{1},s_{2}} – odchylenia standardowe z prób,
- {\displaystyle n_{1},n_{2}} – liczebności prób.

Rozkład statystyki testowej {\displaystyle t} jest rozkładem t-Studenta o {\displaystyle n_{1}+n_{2}-2} stopniach swobody.

## Test dla nieznanych odchyleń standardowych
Mamy podane dwie populacje generalne o rozkładach normalnych {\displaystyle N(m_{1},\sigma _{1})} i {\displaystyle N(m_{2},\sigma _{2}),} których odchylenia standardowe nie są znane a wielkości prób są przynajmniej 30. Test istotności wygląda następująco:
{\displaystyle u={\frac {{\overline {x_{1}}}-{\overline {x_{2}}}}{\sqrt {{\frac {s_{1}^{2}}{n_{1}}}+{\frac {s_{2}^{2}}{n_{2}}}}}},}
gdzie:
- {\displaystyle {\overline {x_{1}}},{\overline {x_{2}}}} – średnie z prób,
- {\displaystyle s_{1},s_{2}} – odchylenia standardowe z prób,
- {\displaystyle n_{1},n_{2}} – liczebności prób.

Liczba stopni swobody {\displaystyle \nu } rozkładu t-Studenta związana z tą estymatą wariancji jest przybliżana za pomocą równania Welcha-Satterthwaite’a:
{\displaystyle \nu ={\frac {\left({\frac {s_{1}^{2}}{n_{1}}}+{\frac {s_{2}^{2}}{n_{2}}}\right)^{2}}{{\frac {s_{1}^{4}}{n_{1}^{2}\cdot (n_{1}-1)}}+{\frac {s_{2}^{4}}{n_{2}^{2}\cdot (n_{2}-1)}}}}\cdot }